# Biskupice (powiat trzebnicki)
Biskupice – osada w Polsce położona w województwie dolnośląskim, w powiecie trzebnickim, w gminie Wisznia Mała.
W latach 1975–1998 miejscowość należała administracyjnie do województwa wrocławskiego.